# Lijst van rijksmonumenten in Middelburg (binnenstad)/Markt

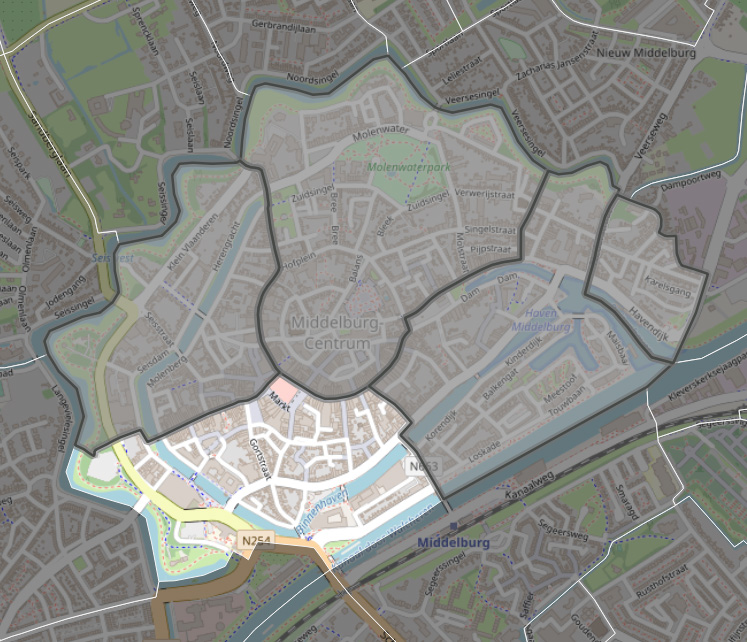
De buurt Markt in de binnenstad van Middelburg

De buurt Markt in de binnenstad van Middelburg heeft 219 inschrijvingen in het rijksmonumentenregister; hieronder een overzicht.
| Object | Oorspronkelijke functie?  | Bouwjaar                              | Architect | Locatie                                        | Coördinaten?                  | Nr.?   | Afbeelding |
| --- | ------------------------- | ------------------------------------- | --------- | ---------------------------------------------- | ----------------------------- | ------ | --- |
| Kloveniersdoelen | Vergadering en vereniging | 1607                                  |           | Achter de Houttuinen 30                        | 51° 29' 50" NB, 3° 36' 23" OL | 28675  | Meer afbeeldingen |
| Huis met lijstgevel, aan de hoeken ingezwenkt                                                                                  | Woonhuis                  | 18e-19e eeuw                          |           | Achter de Houttuinen 32                        | 51° 29' 49" NB, 3° 36' 23" OL | 28676  | Meer afbeeldingen |
| Huis met geverfde lijstgevel, aan de hoeken ingezwenkt                                                                         | Woonhuis                  | 18e-19e eeuw                          |           | Achter de Houttuinen 34                        | 51° 29' 49" NB, 3° 36' 24" OL | 28677  | Meer afbeeldingen |
| Huis met gepleisterde lijstgevel                                                                                               | Woonhuis                  | 18e-19e eeuw                          |           | Achter de Houttuinen 36                        | 51° 29' 49" NB, 3° 36' 24" OL | 28678  | Meer afbeeldingen |
| Huis met geverfde lijstgevel                                                                                                   | Woonhuis                  | 17e-18e eeuw                          |           | Achter de Houttuinen 38                        | 51° 29' 48" NB, 3° 36' 24" OL | 28679  | Huis met geverfde lijstgevel                                                                                          |
| Zijingang in gepleisterde zijgevel van pand lange viele 81                                                                     | Onderdeel woningen e.d.   | 18e-19e eeuw                          |           | Beenhouwerssingel 1                            | 51° 29' 50" NB, 3° 36' 27" OL | 28692  | Zijingang in gepleisterde zijgevel van pand lange viele 81                                                            |
| Huis met gecementeerde puntgevel door lijstje afgeknot                                                                         | Woonhuis                  |                                       |           | Domburgs Schuitvlot 1                          | 51° 29' 48" NB, 3° 36' 24" OL | 28883  | Meer afbeeldingen |
| Pand met gepleisterde langsgevel                                                                                               | Werk-woonhuis             | 17e-18e eeuw                          |           | Domburgs Schuitvlot 2                          | 51° 29' 49" NB, 3° 36' 24" OL | 28884  | Meer afbeeldingen |
| Pand met geverfde rechte gevel                                                                                                 | Werk-woonhuis             | 17e-18e eeuw                          |           | Domburgs Schuitvlot 4                          | 51° 29' 48" NB, 3° 36' 23" OL | 28885  | Meer afbeeldingen |
| Pand met verdieping en pannen schilddak, waarin dakkapel                                                                       | Woonhuis                  | waarschijnlijk 18e eeuw               |           | Domburgs Schuitvlot 6                          | 51° 29' 48" NB, 3° 36' 23" OL | 28886  | Meer afbeeldingen |
| Huis met rechte gevel, in de kroonlijst gedateerd 1735                                                                         | Woonhuis                  | 1735                                  |           | Gortstraat 22                                  | 51° 29' 51" NB, 3° 36' 37" OL | 28902  | Meer afbeeldingen |
| Huis met rijke, goeddeels natuurstenen gevel                                                                                   | Woonhuis                  | ca. 1740                              |           | Gortstraat 30                                  | 51° 29' 50" NB, 3° 36' 37" OL | 28903  | Meer afbeeldingen |
| Huis met geverfde klokgevel met hardstenen afdekking                                                                           | Werk-woonhuis             | 18e eeuw                              |           | Gortstraat 32                                  | 51° 29' 50" NB, 3° 36' 38" OL | 28904  | Meer afbeeldingen |
| Huis genaamd 'De schaapskoye', vroeg Lodewijk xv-gevel met natuurstenen middenpartij en zijpilasters                           | Woonhuis                  | 18e eeuw                              |           | Gortstraat 38                                  | 51° 29' 49" NB, 3° 36' 38" OL | 28905  | Meer afbeeldingen |
| Huis genaamd 'De dry flessen' met rechte gevel en datering mdccxxxii                                                           | Woonhuis                  | 1732                                  |           | Gortstraat 40                                  | 51° 29' 49" NB, 3° 36' 38" OL | 28906  | Meer afbeeldingen |
| Pand met lijstgevel | Werk-woonhuis             | derde kwart 19e eeuw                  |           | Gortstraat 42                                  | 51° 29' 49" NB, 3° 36' 38" OL | 28907  | Meer afbeeldingen |
| Huis met gepleisterde lijstgevel met puibalk uit vroegere periode                                                              | Woonhuis                  | 17e-18e eeuw                          |           | Gortstraat 43                                  | 51° 29' 50" NB, 3° 36' 38" OL | 28887  | Meer afbeeldingen |
| Huis met geverfde lijstgevel                                                                                                   | Werk-woonhuis             | 17e-18e eeuw                          |           | Gortstraat 44                                  | 51° 29' 49" NB, 3° 36' 38" OL | 28908  | Meer afbeeldingen |
| Huis met gepleisterde tuitgevel                                                                                                | Woonhuis                  | 17e eeuw                              |           | Gortstraat 45                                  | 51° 29' 50" NB, 3° 36' 38" OL | 28888  | Meer afbeeldingen |
| Huis met lijstgevel op plint van natuursteen met zwart geschilderde banden                                                     | Woonhuis                  | 18e eeuw                              |           | Gortstraat 46                                  | 51° 29' 49" NB, 3° 36' 39" OL | 28909  | Meer afbeeldingen |
| Huis met geverfde trapgevel | Woonhuis                  | 17e-19e eeuw                          |           | Gortstraat 47                                  | 51° 29' 50" NB, 3° 36' 38" OL | 28889  | Meer afbeeldingen |
| Huis met gepleisterde topgevel                                                                                                 | Woonhuis                  | 18e eeuw                              |           | Gortstraat 48                                  | 51° 29' 48" NB, 3° 36' 39" OL | 28910  | Meer afbeeldingen |
| Huis met door pignons bekroond schilddak en gepleisterde lijstgevel                                                            | Woonhuis                  | 18e-19e eeuw                          |           | Gortstraat 51                                  | 51° 29' 50" NB, 3° 36' 39" OL | 28890  | Meer afbeeldingen |
| Witte Gans | Woonhuis                  | 18e eeuw                              |           | Gortstraat 53                                  | 51° 29' 49" NB, 3° 36' 39" OL | 28891  | Meer afbeeldingen |
| Huis met gepleisterde lijstgevel                                                                                               | Woonhuis                  | 17e-18e eeuw                          |           | Gortstraat 54                                  | 51° 29' 48" NB, 3° 36' 39" OL | 28911  | Meer afbeeldingen |
| Huis met geverfde lijstgevel                                                                                                   | Woonhuis                  | 17e-18e eeuw                          |           | Gortstraat 55                                  | 51° 29' 49" NB, 3° 36' 39" OL | 28892  | Meer afbeeldingen |
| Het Swarte Paert | Woonhuis                  | 18e eeuw                              |           | Gortstraat 56                                  | 51° 29' 48" NB, 3° 36' 39" OL | 28912  | Meer afbeeldingen |
| Huis met gepleisterde lijstgevel                                                                                               | Woonhuis                  | 18e eeuw                              |           | Gortstraat 57                                  | 51° 29' 49" NB, 3° 36' 39" OL | 28893  | Meer afbeeldingen |
| Huis genaamd 'De oude hen', met geverfde rechte gevel                                                                          | Woonhuis                  | 1739                                  |           | Gortstraat 58                                  | 51° 29' 48" NB, 3° 36' 39" OL | 28913  | Meer afbeeldingen |
| Huis met rechte gevel | Woonhuis                  | 18e eeuw                              |           | Gortstraat 59                                  | 51° 29' 49" NB, 3° 36' 39" OL | 28894  | Meer afbeeldingen |
| Dwarshuis genaamd 'De schalierotse', met hoog door leien gedekt zadeldak                                                       | Werk-woonhuis             | 1616                                  |           | Gortstraat 63                                  | 51° 29' 49" NB, 3° 36' 40" OL | 28895  | Meer afbeeldingen |
| Huis met gepleisterde rechte gevel                                                                                             | Woonhuis                  | 18e eeuw                              |           | Gortstraat 65                                  | 51° 29' 48" NB, 3° 36' 40" OL | 28896  | Meer afbeeldingen |
| Huis met gepleisterde lijstgevel                                                                                               | Woonhuis                  | 18e eeuw                              |           | Gortstraat 67                                  | 51° 29' 48" NB, 3° 36' 40" OL | 28897  | Meer afbeeldingen |
| Huis genaamd t wapen van brugge' met gepleisterde lijstgevel                                                                   | Woonhuis                  | 18e eeuw                              |           | Gortstraat 71                                  | 51° 29' 48" NB, 3° 36' 40" OL | 28898  | Meer afbeeldingen |
| Huis met gepleisterde trapgevel                                                                                                | Woonhuis                  | 17e eeuw                              |           | Gortstraat 73                                  | 51° 29' 48" NB, 3° 36' 40" OL | 28899  | Meer afbeeldingen |
| Huis met rechte gevel | Woonhuis                  | 1738                                  |           | Gortstraat 75                                  | 51° 29' 48" NB, 3° 36' 40" OL | 28900  | Meer afbeeldingen |
| Huis met gepleisterde rechte gevel, in de kroonlijst gedateerd 1762                                                            | Woonhuis                  | 1762                                  |           | Gortstraat 77                                  | 51° 29' 47" NB, 3° 36' 40" OL | 28901  | Meer afbeeldingen |
| Pand met trapgevel | Woonhuis                  | 17e-19e eeuw                          |           | Gravenstraat 55                                | 51° 29' 49" NB, 3° 36' 43" OL | 28914  | Meer afbeeldingen |
| Pand met geverfde en aan de plint gepleisterde rechte gevel                                                                    | Woonhuis                  | 17e-19e eeuw                          |           | Gravenstraat 57                                | 51° 29' 49" NB, 3° 36' 43" OL | 28915  | Meer afbeeldingen |
| Huis met gepleisterde lijstgevel                                                                                               | Woonhuis                  | 18e eeuw                              |           | Gravenstraat 73                                | 51° 29' 48" NB, 3° 36' 42" OL | 28916  | Meer afbeeldingen |
| Huis met rechte gevel | Woonhuis                  | 1777                                  |           | Gravenstraat 77                                | 51° 29' 47" NB, 3° 36' 42" OL | 28917  | Meer afbeeldingen |
| Huis met geverfde puntgevel | Woonhuis                  | 17e eeuw                              |           | Gravenstraat 94                                | 51° 29' 48" NB, 3° 36' 41" OL | 28918  | Meer afbeeldingen |
| Dwarshuis met natuurstenen banden en blokken                                                                                   | Woonhuis                  | 17e-18e eeuw                          |           | Herenstraat 8                                  | 51° 29' 52" NB, 3° 36' 53" OL | 28950  | Meer afbeeldingen |
| Dwarshuis met natuurstenen banden en blokken                                                                                   | Woonhuis                  | 17e-18e eeuw                          |           | Herenstraat 10                                 | 51° 29' 52" NB, 3° 36' 53" OL | 28951  | Meer afbeeldingen |
| Dwarshuis met in de gevel van metselsteen natuurstenen banden en ontlastingsbogen boven de vensters                            | Werk-woonhuis             | 17e eeuw                              |           | Herenstraat 11                                 | 51° 29' 53" NB, 3° 36' 53" OL | 28937  | Meer afbeeldingen |
| Huis met gepleisterde, brede lijstgevel                                                                                        | Woonhuis                  | 18e eeuw                              |           | Herenstraat 12                                 | 51° 29' 52" NB, 3° 36' 53" OL | 28952  | Meer afbeeldingen |
| Huis met gepleisterde lijstgevel                                                                                               | Werk-woonhuis             | 18e eeuw                              |           | Herenstraat 13                                 | 51° 29' 53" NB, 3° 36' 54" OL | 28938  | Meer afbeeldingen |
| Restanten van als eerste buiten Amsterdam gebouwde synagoge                                                                    | Synagoge                  | 1705                                  |           | Herenstraat 14                                 | 51° 29' 51" NB, 3° 36' 53" OL | 28953  | Meer afbeeldingen |
| Huis met in de 19e eeuw gepleisterde lijstgevel en dubbele voordeur                                                            | Woonhuis                  | 17e-19e eeuw                          |           | Herenstraat 15                                 | 51° 29' 52" NB, 3° 36' 54" OL | 28939  | Meer afbeeldingen |
| Dwarshuis met eenvoudige rechte gevel, een geheel vormend met het buurhuis nr 18                                               | Woonhuis                  | 18e eeuw                              |           | Herenstraat 16                                 | 51° 29' 52" NB, 3° 36' 54" OL | 28954  | Meer afbeeldingen |
| Dwarshuis met eenvoudige rechte gevel, een geheel vormend met het buurhuis nr 16                                               | Woonhuis                  | 18e eeuw                              |           | Herenstraat 18                                 | 51° 29' 51" NB, 3° 36' 54" OL | 28955  | Meer afbeeldingen |
| Dwarshuis met geverfde gevel en gootlijst op klossen                                                                           | Woonhuis                  |                                       |           | Herenstraat 21                                 | 51° 29' 52" NB, 3° 36' 54" OL | 28940  | Meer afbeeldingen |
| Dwarshuis met geverfde gevel, afgesloten door gootlijst op klossen                                                             | Woonhuis                  | tweede helft 17e eeuw                 |           | Herenstraat 23                                 | 51° 29' 52" NB, 3° 36' 54" OL | 28941  | Meer afbeeldingen |
| Dwarshuis met gepleisterde gevel                                                                                               | Woonhuis                  | 17e-18e eeuw                          |           | Herenstraat 25                                 | 51° 29' 52" NB, 3° 36' 54" OL | 28942  | Meer afbeeldingen |
| Huis met geverfde langsgevel met sierankers waarvan de gootlijst rust op klossen waartussen metselmozaïek                      | Woonhuis                  | 17e eeuw                              |           | Herenstraat 28                                 | 51° 29' 51" NB, 3° 36' 54" OL | 28956  | Meer afbeeldingen |
| Dwarshuis met geverfde gevel en gootlijst op in bladmotief gesneden klossen                                                    | Woonhuis                  | 18e eeuw                              |           | Herenstraat 30                                 | 51° 29' 50" NB, 3° 36' 54" OL | 28957  | Meer afbeeldingen |
| Huis met langsgevel waarvan de vernieuwde gootlijst op klossen rust                                                            | Woonhuis                  | 17e eeuw                              |           | Herenstraat 32                                 | 51° 29' 50" NB, 3° 36' 54" OL | 28958  | Meer afbeeldingen |
| Dwarshuis met gootlijst op consoles en gepleisterde gevel                                                                      | Woonhuis                  | 17e-18e eeuw                          |           | Herenstraat 33                                 | 51° 29' 51" NB, 3° 36' 54" OL | 28944  | Meer afbeeldingen |
| Dwarshuis met gepleisterde gevel                                                                                               | Woonhuis                  | 17e-18e eeuw                          |           | Herenstraat 35                                 | 51° 29' 51" NB, 3° 36' 55" OL | 28945  | Meer afbeeldingen |
| Huis met langsgevel waarvan de gootlijst op klossen rust                                                                       | Woonhuis                  | 17e eeuw                              |           | Herenstraat 36                                 | 51° 29' 50" NB, 3° 36' 55" OL | 28959  | Meer afbeeldingen |
| Dwarshuis waarvan de gootlijst wordt gedragen door klossen                                                                     | Woonhuis                  | 17e eeuw                              |           | Herenstraat 37                                 | 51° 29' 51" NB, 3° 36' 55" OL | 28946  | Meer afbeeldingen |
| Huis met geverfde rechte gevel met gootlijst op klossen                                                                        | Woonhuis                  | 17e-18e eeuw                          |           | Herenstraat 38                                 | 51° 29' 50" NB, 3° 36' 55" OL | 28960  | Meer afbeeldingen |
| Vier vensterassen breed huis                                                                                                   | Woonhuis                  | 17e-18e eeuw                          |           | Herenstraat 39                                 | 51° 29' 51" NB, 3° 36' 55" OL | 28947  | Meer afbeeldingen |
| Hoekhuis turfkaai | Woonhuis                  | 17e-18e eeuw                          |           | Herenstraat 42                                 | 51° 29' 50" NB, 3° 36' 55" OL | 28961  | Meer afbeeldingen |
| Huis met gepleisterde lijstgevel                                                                                               | Woonhuis                  | 17e-18e eeuw                          |           | Herenstraat 43                                 | 51° 29' 50" NB, 3° 36' 55" OL | 28948  | Meer afbeeldingen |
| Huis met gecementeerde rechte gevel                                                                                            | Woonhuis                  | 18e eeuw                              |           | Herenstraat 44                                 | 51° 29' 50" NB, 3° 36' 55" OL | 28962  | Meer afbeeldingen |
| Gecementeerde zijgevel van het pand houtkaai 1                                                                                 | Gebouw                    | 17e-18e eeuw                          |           | Herenstraat 45                                 | 51° 29' 50" NB, 3° 36' 55" OL | 28949  | Meer afbeeldingen |
| Huis met gepleisterde gevel, voortzetting van pand varkensmarkt 15                                                             | Woonhuis                  | 18e eeuw                              |           | Hoogstraat 1                                   | 51° 29' 47" NB, 3° 36' 42" OL | 28968  | Meer afbeeldingen |
| Huis met gecementeerde lijstgevel, aan de hoeken ingezwenkt                                                                    | Woonhuis                  | 17e-18e eeuw                          |           | Hoogstraat 3                                   | 51° 29' 47" NB, 3° 36' 42" OL | 28969  | Meer afbeeldingen |
| Huis met lijstgevel, aan de hoeken afgeschuind, overkragend op de pui                                                          | Woonhuis                  | 17e-18e eeuw                          |           | Hoogstraat 5                                   | 51° 29' 47" NB, 3° 36' 42" OL | 28970  | Meer afbeeldingen |
| Huis met lijstgevel, aan de hoeken ingezwenkt                                                                                  | Woonhuis                  | 18e-19e eeuw                          |           | Hoogstraat 7                                   | 51° 29' 47" NB, 3° 36' 43" OL | 28971  | Meer afbeeldingen |
| Huis met rechte gevel | Woonhuis                  | 18e eeuw                              |           | Hoogstraat 10                                  | 51° 29' 46" NB, 3° 36' 43" OL | 28981  | Meer afbeeldingen |
| Huis met klokgevel | Woonhuis                  | 17e-18e eeuw                          |           | Hoogstraat 11                                  | 51° 29' 47" NB, 3° 36' 43" OL | 28972  | Meer afbeeldingen |
| Huis met geverfde trapgevel | Woonhuis                  | 17e-18e eeuw                          |           | Hoogstraat 15                                  | 51° 29' 47" NB, 3° 36' 43" OL | 28973  | Meer afbeeldingen |
| Huis met trapgevel | Handel en kantoor         | 17e-18e eeuw                          |           | Hoogstraat 16                                  | 51° 29' 46" NB, 3° 36' 43" OL | 28982  | Meer afbeeldingen |
| Huis met gecementeerde lijstgevel                                                                                              | Woonhuis                  | 18e eeuw                              |           | Hoogstraat 17                                  | 51° 29' 47" NB, 3° 36' 44" OL | 28974  | Meer afbeeldingen |
| Huis met trapgevel | Woonhuis                  | 17e-18e eeuw                          |           | Hoogstraat 18                                  | 51° 29' 46" NB, 3° 36' 44" OL | 28983  | Meer afbeeldingen |
| Huis met geverfde rechte gevel in lijst gedateerd 1738                                                                         | Woonhuis                  | 1738                                  |           | Hoogstraat 19                                  | 51° 29' 47" NB, 3° 36' 44" OL | 28975  | Meer afbeeldingen |
| Voormalige Doopsgezinde Kerk, later gebouw Leger des Heils, met eenvoudige gevel met kerkramen                                 | Kerk en kerkonderdeel     | 1592                                  |           | Hoogstraat 20                                  | 51° 29' 46" NB, 3° 36' 44" OL | 28984  | Meer afbeeldingen |
| Huis met eenvoudige geverfde lijstgevel                                                                                        | Woonhuis                  | 18e-19e eeuw                          |           | Hoogstraat 21                                  | 51° 29' 47" NB, 3° 36' 44" OL | 28976  | Meer afbeeldingen |
| Huis met eenvoudige geverfde lijstgevel, onderbouw gecementeerd                                                                | Werk-woonhuis             | 18e-19e eeuw                          |           | Hoogstraat 25                                  | 51° 29' 47" NB, 3° 36' 44" OL | 28977  | Meer afbeeldingen |
| Huis met aan de hoeken ingezwenkte lijstgevel                                                                                  | Woonhuis                  | 18e eeuw                              |           | Hoogstraat 29                                  | 51° 29' 46" NB, 3° 36' 45" OL | 28978  | Meer afbeeldingen |
| Doorgang met brede gotische poortomlijsting, afgesloten door smeedijzeren hek, overbouwd door het pand Nieuwe Haven 1          | Erfscheiding              | 18e eeuw                              |           | Doorgang bij Hoogstraat                        | 51° 29' 47" NB, 3° 36' 45" OL | 28979  | Doorgang met brede gotische poortomlijsting, afgesloten door smeedijzeren hek, overbouwd door het pand Nieuwe Haven 1 |
| Huis met aan de hoeken ingezwenkte lijstgevel                                                                                  | Woonhuis                  | 18e-19e eeuw                          |           | Houtkaai 1                                     | 51° 29' 50" NB, 3° 36' 56" OL | 28985  | Meer afbeeldingen |
| Huis genaamd t rense wijnvat'                                                                                                  | Woonhuis                  | 1784                                  |           | Houtkaai 3                                     | 51° 29' 50" NB, 3° 36' 56" OL | 28986  | Meer afbeeldingen |
| Huis genaamd 'De Drie Leliën'                                                                                                  | Woonhuis                  | begin 19e eeuw                        |           | Houtkaai 5                                     | 51° 29' 50" NB, 3° 36' 56" OL | 28987  | Meer afbeeldingen |
| Twee huizen samengevoegd tot een gebosseerd gepleisterde lijstgevel                                                            | Woonhuis                  | 18e-begin 19e eeuw                    |           | Houtkaai 7                                     | 51° 29' 50" NB, 3° 36' 57" OL | 28988  | Meer afbeeldingen |
| Huis genaamd 'De drye blauwe ruyten'                                                                                           | Werk-woonhuis             | 18e eeuw                              |           | Houtkaai 9                                     | 51° 29' 50" NB, 3° 36' 57" OL | 28989  | Meer afbeeldingen |
| Huis met rechte gevel en leien schilddak aan de straat                                                                         | Woonhuis                  | 1733                                  |           | Houtkaai 13                                    | 51° 29' 51" NB, 3° 36' 58" OL | 28990  | Meer afbeeldingen |
| De Gouden Croone | Woonhuis                  | 18e eeuw                              |           | Houtkaai 17                                    | 51° 29' 51" NB, 3° 36' 58" OL | 28991  | Meer afbeeldingen |
| Huis met eenvoudige geverfde lijstgevel                                                                                        | Woonhuis                  | 18e eeuw                              |           | Houtkaai 19                                    | 51° 29' 51" NB, 3° 36' 58" OL | 28992  | Meer afbeeldingen |
| Voortzetting van het hoekpand Vlissingsestraat 2                                                                               | Woonhuis                  | 18e-19e eeuw                          |           | Koestraat 1                                    | 51° 29' 46" NB, 3° 36' 40" OL | 29068  | Meer afbeeldingen |
| Breed huis met rechte gevel onder schilddak bekroond door hoekschoorstenen                                                     | Woonhuis                  | 18e-19e eeuw                          |           | Koestraat 5A                                   | 51° 29' 46" NB, 3° 36' 39" OL | 29069  | Meer afbeeldingen |
| Trapgevel van gele steen met rode banden en ontlastingsboog                                                                    | Woonhuis                  | 17e eeuw                              |           | Korte Geere 21                                 | 51° 29' 50" NB, 3° 36' 35" OL | 29096  | Meer afbeeldingen |
| Huis met eenvoudige klokgevel                                                                                                  | Woonhuis                  | 18e-19e eeuw                          |           | Lammerensteeg 2                                | 51° 29' 52" NB, 3° 36' 34" OL | 29212  | Meer afbeeldingen |
| Huis met lijstgevel | Woonhuis                  |                                       |           | Lange Geere 16                                 | 51° 29' 50" NB, 3° 36' 30" OL | 29172  | Meer afbeeldingen |
| Huis met lijstgevel | Woonhuis                  |                                       |           | Lange Geere 18                                 | 51° 29' 49" NB, 3° 36' 30" OL | 29173  | Meer afbeeldingen |
| Huis met geverfde lijstgevel                                                                                                   | Werk-woonhuis             | 18e-19e eeuw                          |           | Langeviele 1                                   | 51° 29' 53" NB, 3° 36' 35" OL | 29208  | Meer afbeeldingen |
| Huis met lijstgevel | Werk-woonhuis             | 18e-19e eeuw                          |           | Langeviele 3                                   | 51° 29' 53" NB, 3° 36' 35" OL | 29209  | Meer afbeeldingen |
| Huis met eenvoudige lijstgevel, winkelpui                                                                                      | Werk-woonhuis             | 18e-19e eeuw                          |           | Langeviele 11                                  | 51° 29' 53" NB, 3° 36' 34" OL | 29210  | Upload foto |
| Huis met geverfde lijstgevel waarvan bovenstuk overkragen op de gepleisterde pui                                               | Woonhuis                  | 17e-18e eeuw                          |           | Langeviele 15                                  | 51° 29' 52" NB, 3° 36' 34" OL | 29211  | Meer afbeeldingen |
| Huis met rechte gevel | Woonhuis                  | 1724 (gedateerd)                      |           | Langeviele 21                                  | 51° 29' 52" NB, 3° 36' 34" OL | 29213  | Meer afbeeldingen |
| Huis met geverfde lijstgevel met consoles                                                                                      | Woonhuis                  | 18e-19e eeuw                          |           | Langeviele 23                                  | 51° 29' 52" NB, 3° 36' 33" OL | 29214  | Meer afbeeldingen |
| Huis met tot klokgevel verbouwde trapgevel, ankers, in cartouche datering                                                      | Woonhuis                  | 1611 (datering)                       |           | Langeviele 27                                  | 51° 29' 52" NB, 3° 36' 33" OL | 29215  | Meer afbeeldingen |
| Huis met gepleisterde lijstgevel                                                                                               | Woonhuis                  | 18e-19e eeuw                          |           | Langeviele 39                                  | 51° 29' 52" NB, 3° 36' 32" OL | 29216  | Meer afbeeldingen |
| Huis met gepleisterde rechte gevel, lijst met gesneden consoles                                                                | Werk-woonhuis             | 1770 (jaartal)                        |           | Langeviele 41                                  | 51° 29' 52" NB, 3° 36' 32" OL | 29217  | Meer afbeeldingen |
| Huis genaamd 'De cleane houttuyn'                                                                                              | Woonhuis                  | 18e eeuw                              |           | Langeviele 45                                  | 51° 29' 52" NB, 3° 36' 31" OL | 29218  | Meer afbeeldingen |
| Huis genaamd 'De drie violen'                                                                                                  | Werk-woonhuis             | 17e-19e eeuw                          |           | Langeviele 47                                  | 51° 29' 52" NB, 3° 36' 31" OL | 29219  | Meer afbeeldingen |
| Breed huis met in blokken gepleisterde gevel en schilddak aan de straat                                                        | Handel en kantoor         | 18e eeuw                              |           | Langeviele 49                                  | 51° 29' 52" NB, 3° 36' 30" OL | 29220  | Meer afbeeldingen |
| Huis genaamd 'Amsterdam en middelburgh'                                                                                        | Werk-woonhuis             | 18e eeuw                              |           | Langeviele 51                                  | 51° 29' 51" NB, 3° 36' 30" OL | 29221  | Meer afbeeldingen |
| Huis met rechte gevel | Werk-woonhuis             | 18e eeuw                              |           | Langeviele 59                                  | 51° 29' 51" NB, 3° 36' 29" OL | 29222  | Meer afbeeldingen |
| Huis met gepleisterde lijstgevel                                                                                               | Werk-woonhuis             | 18e eeuw                              |           | Langeviele 61                                  | 51° 29' 51" NB, 3° 36' 29" OL | 29223  | Meer afbeeldingen |
| Huis met gepleisterde puntgevel                                                                                                | Woonhuis                  | 17e-18e eeuw                          |           | Langeviele 63                                  | 51° 29' 51" NB, 3° 36' 28" OL | 29224  | Meer afbeeldingen |
| Huis met lijstgevel overkragend op puilijst                                                                                    | Woonhuis                  | 1763 (jaartal)                        |           | Langeviele 65                                  | 51° 29' 51" NB, 3° 36' 28" OL | 29225  | Meer afbeeldingen |
| Twee huizen gecombineerd | Werk-woonhuis             | 17e eeuw                              |           | Langeviele 69                                  | 51° 29' 51" NB, 3° 36' 28" OL | 29226  | Meer afbeeldingen |
| Huis met gepleisterde lijstgevel                                                                                               | Woonhuis                  | 18e eeuw                              |           | Langeviele 73                                  | 51° 29' 50" NB, 3° 36' 27" OL | 29227  | Huis met gepleisterde lijstgevel                                                                                      |
| Huis met gepleisterde lijstgevel                                                                                               | Werk-woonhuis             | 18e eeuw                              |           | Langeviele 77                                  | 51° 29' 50" NB, 3° 36' 27" OL | 29228  | Meer afbeeldingen |
| Huis met gepleisterde lijstgevel                                                                                               | Woonhuis                  | 18e eeuw                              |           | Langeviele 79                                  | 51° 29' 50" NB, 3° 36' 27" OL | 29229  | Meer afbeeldingen |
| Huis met rechte gevel | Woonhuis                  | 18e eeuw                              |           | Langeviele 81                                  | 51° 29' 50" NB, 3° 36' 26" OL | 29230  | Meer afbeeldingen |
| Huis met rechte gevel, in lijst gedateerd 1727                                                                                 | Woonhuis                  |                                       |           | Nieuwe Haven 1                                 | 51° 29' 46" NB, 3° 36' 45" OL | 29331  | Meer afbeeldingen |
| Overbouwde doorgang | Poort                     |                                       |           | Nieuwe Haven bij 1                             | 51° 29' 47" NB, 3° 36' 45" OL | 29333  | Meer afbeeldingen |
| Huis met gepleisterde gevel, in lijst gedateerd 1727                                                                           | Woonhuis                  |                                       |           | Nieuwe Haven 5                                 | 51° 29' 46" NB, 3° 36' 46" OL | 29332  | Meer afbeeldingen |
| Huis met gecementeerde lijstgevel                                                                                              | Woonhuis                  |                                       |           | Nieuwe Haven 7                                 | 51° 29' 46" NB, 3° 36' 46" OL | 29334  | Meer afbeeldingen |
| Huis met gecementeerde, aan de hoeken ingezwenkte lijstgevel                                                                   | Woonhuis                  |                                       |           | Nieuwe Haven 9                                 | 51° 29' 46" NB, 3° 36' 46" OL | 29335  | Meer afbeeldingen |
| Huis genaamd 'De lindeboom' | Woonhuis                  |                                       |           | Nieuwe Haven 11                                | 51° 29' 46" NB, 3° 36' 47" OL | 29336  | Meer afbeeldingen |
| Huis met gecementeerde puntgevel                                                                                               | Woonhuis                  |                                       |           | Nieuwe Haven 17                                | 51° 29' 47" NB, 3° 36' 47" OL | 29337  | Meer afbeeldingen |
| Huis met gecementeerde lijstgevel                                                                                              | Woonhuis                  |                                       |           | Nieuwe Haven 19                                | 51° 29' 47" NB, 3° 36' 48" OL | 29338  | Meer afbeeldingen |
| Huis met ingezwenkte halsgevel, door lijst afgeknot                                                                            | Werk-woonhuis             |                                       |           | Nieuwe Haven 27                                | 51° 29' 47" NB, 3° 36' 48" OL | 29339  | Meer afbeeldingen |
| Huis met geverfde lijstgevel                                                                                                   | Woonhuis                  |                                       |           | Nieuwe Haven 31                                | 51° 29' 47" NB, 3° 36' 48" OL | 29340  | Meer afbeeldingen |
| Den Vogel Struys | Woonhuis                  |                                       |           | Nieuwe Haven 35                                | 51° 29' 47" NB, 3° 36' 49" OL | 29341  | Meer afbeeldingen |
| Huis met gecementeerde lijstgevel                                                                                              | Woonhuis                  |                                       |           | Nieuwe Haven 37                                | 51° 29' 47" NB, 3° 36' 49" OL | 29342  | Meer afbeeldingen |
| Huis met gecementeerde lijstgevel                                                                                              | Woonhuis                  |                                       |           | Nieuwe Haven 39                                | 51° 29' 47" NB, 3° 36' 49" OL | 29343  | Meer afbeeldingen |
| Huis met rechte gevel, kroonlijst met consoles                                                                                 | Woonhuis                  |                                       |           | Nieuwe Haven 41                                | 51° 29' 47" NB, 3° 36' 50" OL | 29344  | Meer afbeeldingen |
| Huis met gepleisterde klokgevel                                                                                                | Werk-woonhuis             |                                       |           | Pottenmarkt 11                                 | 51° 29' 53" NB, 3° 36' 36" OL | 29396  | Meer afbeeldingen |
| Huis met geverfde lijstgevel en met pirons bekroond schilddak aan de straat                                                    | Woonhuis                  |                                       |           | Pottenmarkt 13                                 | 51° 29' 53" NB, 3° 36' 35" OL | 29397  | Meer afbeeldingen |
| Huis genaamd 'Het gouden hengsel', met geverfde lijstgevel                                                                     | Woonhuis                  | 18e eeuw                              |           | Sint Janstraat 11                              | 51° 29' 51" NB, 3° 36' 51" OL | 28993  | Meer afbeeldingen |
| Huis met gepleisterde lijstgevel                                                                                               | Woonhuis                  | 18e eeuw                              |           | Sint Janstraat 15                              | 51° 29' 51" NB, 3° 36' 51" OL | 28994  | Meer afbeeldingen |
| Huis met eenvoudige lijstgevel, gepleisterd                                                                                    | Woonhuis                  | 18e-19e eeuw                          |           | Sint Janstraat 21                              | 51° 29' 51" NB, 3° 36' 51" OL | 28995  | Meer afbeeldingen |
| Huis met lijstgevel | Werk-woonhuis             | 18e eeuw                              |           | Sint Janstraat 22                              | 51° 29' 51" NB, 3° 36' 50" OL | 29002  | Meer afbeeldingen |
| Huis met rechte lijstgevel | Woonhuis                  | 18e eeuw                              |           | Sint Janstraat 23                              | 51° 29' 50" NB, 3° 36' 51" OL | 28996  | Meer afbeeldingen |
| Huis met gepleisterde afgeknotte puntgevel                                                                                     | Woonhuis                  | 17e eeuw                              |           | Sint Janstraat 24                              | 51° 29' 51" NB, 3° 36' 50" OL | 29003  | Meer afbeeldingen |
| Huis met gepleisterd trapgevel, overkragend op pui                                                                             | Woonhuis                  | 17e eeuw                              |           | Sint Janstraat 26                              | 51° 29' 51" NB, 3° 36' 50" OL | 29004  | Meer afbeeldingen |
| Huis met geverfde lijstgevel                                                                                                   | Woonhuis                  | 17e-18e eeuw                          |           | Sint Janstraat 28                              | 51° 29' 51" NB, 3° 36' 50" OL | 29005  | Meer afbeeldingen |
| Huis met gepleisterde afgeknotte trapgevel                                                                                     | Woonhuis                  | 17e eeuw                              |           | Sint Janstraat 30                              | 51° 29' 50" NB, 3° 36' 50" OL | 29006  | Meer afbeeldingen |
| Hoekhuis met gepleisterde lijstgevel en aan de zijde van de vismarkt vernieuwde zijtrapgevel                                   | Werk-woonhuis             | 17e-18e eeuw                          |           | Sint Janstraat 37                              | 51° 29' 50" NB, 3° 36' 51" OL | 28997  | Meer afbeeldingen |
| Huis met rechte gevel | Woonhuis                  | 17e-18e eeuw                          |           | Sint Janstraat 38                              | 51° 29' 49" NB, 3° 36' 50" OL | 29007  | Meer afbeeldingen |
| Huis met gepleisterde lijstgevel                                                                                               | Woonhuis                  | 18e eeuw                              |           | Sint Janstraat 40                              | 51° 29' 49" NB, 3° 36' 50" OL | 29008  | Meer afbeeldingen |
| Hoekhuis met gepleisterde rechte gevel                                                                                         | Woonhuis                  | 18e eeuw                              |           | Sint Janstraat 41                              | 51° 29' 49" NB, 3° 36' 52" OL | 28998  | Meer afbeeldingen |
| Huis met gepleisterde lijstgevel                                                                                               | Werk-woonhuis             | 17e-18e eeuw                          |           | Sint Janstraat 45                              | 51° 29' 48" NB, 3° 36' 51" OL | 28999  | Meer afbeeldingen |
| Huis met gepleisterde lijstgevel                                                                                               | Woonhuis                  | 17e eeuw                              |           | Sint Janstraat 48                              | 51° 29' 48" NB, 3° 36' 51" OL | 29009  | Meer afbeeldingen |
| Huis met rechte gevel | Woonhuis                  | 18e eeuw                              |           | Sint Janstraat 49                              | 51° 29' 48" NB, 3° 36' 52" OL | 29000  | Meer afbeeldingen |
| Pothuis | Werk-woonhuis             |                                       |           | Sint Janstraat 51                              | 51° 29' 48" NB, 3° 36' 52" OL | 29001  | Meer afbeeldingen |
| De Vergulde Schoe | Woonhuis                  | 17e-18e eeuw                          |           | Sint Janstraat 58                              | 51° 29' 48" NB, 3° 36' 51" OL | 29010  | Meer afbeeldingen |
| Huis met eenvoudige lijstgevel                                                                                                 | Woonhuis                  | 17e-18e eeuw                          |           | Sint Janstraat 60                              | 51° 29' 48" NB, 3° 36' 51" OL | 29011  | Meer afbeeldingen |
| Huis met gepleisterde lijstgevel                                                                                               | Woonhuis                  | 18e-19e eeuw                          |           | Sint Janstraat 62                              | 51° 29' 48" NB, 3° 36' 51" OL | 29012  | Meer afbeeldingen |
| De Oude Hen | Woonhuis                  | 17e-18e eeuw                          |           | Sint Janstraat 66                              | 51° 29' 47" NB, 3° 36' 51" OL | 29013  | Meer afbeeldingen |
| Hoekhuis st | Woonhuis                  | 17e-18e eeuw                          |           | Sint Janstraat 66                              | 51° 29' 47" NB, 3° 36' 51" OL | 29014  | Upload foto |
| Vrijstaand gebouwtje met deels geverfde deels gepleisterde gevel onder leien schilddak                                         | Molen                     |                                       |           | Stadsschuur 1                                  | 51° 29' 45" NB, 3° 36' 45" OL | 29590  | Meer afbeeldingen |
| Stadsfabricagebouw | Opslag                    |                                       |           | Stadsschuur 2                                  | 51° 29' 45" NB, 3° 36' 44" OL | 29591  | Meer afbeeldingen |
| Pand met geverfde lijstgevel en voordeuromlijsting                                                                             | Woonhuis                  |                                       |           | Stadsschuur 6                                  | 51° 29' 45" NB, 3° 36' 44" OL | 29592  | Meer afbeeldingen |
| Pand met rechte gevel | Pakhuis                   |                                       |           | Stadsschuur 10                                 | 51° 29' 44" NB, 3° 36' 44" OL | 29593  | Meer afbeeldingen |
| Pand met rechte gevel onder schilddak, hoek vlissingsestraat                                                                   | Woonhuis                  |                                       |           | Stadsschuur 12                                 | 51° 29' 43" NB, 3° 36' 44" OL | 29594  | Meer afbeeldingen |
| Huis met aan de top afgeschuinde lijstgevel                                                                                    | Woonhuis                  | 18e eeuw                              |           | Stadsschuur 16 (vm. Vlissingsestraat 25)       | 51° 29' 45" NB, 3° 36' 42" OL | 29663  | Meer afbeeldingen |
| Huis met geverfde rechte gevel                                                                                                 | Woonhuis                  | 18e eeuw                              |           | Stadsschuur 18 (Vlissingsestraat 21)           | 51° 29' 44" NB, 3° 36' 42" OL | 29665  | Meer afbeeldingen |
| Huis met gecementeerde ingezwenkte lijstgevel                                                                                  | Woonhuis                  | 17e-18e eeuw                          |           | Stadsschuur 20/24/14 (vm. Vlissingsestraat 23) | 51° 29' 45" NB, 3° 36' 42" OL | 29662  | Meer afbeeldingen |
| Huis met rechte gevel, lijst met modillons                                                                                     | Woonhuis                  | 18e eeuw                              |           | Stadsschuur 22/26 (Vlissingsestraat 21)        | 51° 29' 44" NB, 3° 36' 42" OL | 29664  | Meer afbeeldingen |
| Sluis | Waterkering en -doorlaat  |                                       |           | Stadsschuur                                    | 51° 29' 47" NB, 3° 36' 53" OL | 29726  | Meer afbeeldingen |
| Mogelijk als herenhuis gebouwd, momenteel kantoor                                                                              | Woonhuis                  | 1891                                  |           | Stationsstraat 2                               | 51° 29' 48" NB, 3° 36' 60" OL | 508337 | Meer afbeeldingen |
| Pand met gecementeerde lijstgevel                                                                                              | Woonhuis                  | 18e-19e eeuw                          |           | Turfkaai 1                                     | 51° 29' 48" NB, 3° 36' 52" OL | 29595  | Meer afbeeldingen |
| Huis met gepleisterde lijstgevel                                                                                               | Werk-woonhuis             |                                       |           | Turfkaai 3                                     | 51° 29' 48" NB, 3° 36' 52" OL | 29596  | Meer afbeeldingen |
| Huis met gepleisterde langsgevel                                                                                               | Woonhuis                  |                                       |           | Turfkaai 5                                     | 51° 29' 48" NB, 3° 36' 52" OL | 29597  | Meer afbeeldingen |
| Huis met gepleisterde klokgevel                                                                                                | Woonhuis                  |                                       |           | Turfkaai 13                                    | 51° 29' 48" NB, 3° 36' 53" OL | 29598  | Meer afbeeldingen |
| Huis met ingezwenkte lijstgevel                                                                                                | Woonhuis                  |                                       |           | Turfkaai 15                                    | 51° 29' 48" NB, 3° 36' 53" OL | 29599  | Meer afbeeldingen |
| Huis met geverfde rechte gevel                                                                                                 | Werk-woonhuis             |                                       |           | Turfkaai 21                                    | 51° 29' 49" NB, 3° 36' 54" OL | 29600  | Meer afbeeldingen |
| Huis met rechte gevel, lijst met consoles                                                                                      | Woonhuis                  |                                       |           | Turfkaai 23                                    | 51° 29' 49" NB, 3° 36' 54" OL | 29601  | Meer afbeeldingen |
| Huis met gecementeerde lijstgevel                                                                                              | Woonhuis                  |                                       |           | Turfkaai 25                                    | 51° 29' 49" NB, 3° 36' 54" OL | 29602  | Meer afbeeldingen |
| Huis met gecementeerde rechte gevel                                                                                            | Woonhuis                  |                                       |           | Turfkaai 33                                    | 51° 29' 49" NB, 3° 36' 55" OL | 29603  | Meer afbeeldingen |
| Pand met gepleisterde langsgevel, aan de varkensmarkt, en een afgeknotte puntgevel met puilijst aan de zijde van de gortstraat | Woonhuis                  |                                       |           | Varkensmarkt 1                                 | 51° 29' 47" NB, 3° 36' 41" OL | 29604  | Meer afbeeldingen |
| Huis met gepleisterde rechte gevel                                                                                             | Woonhuis                  |                                       |           | Varkensmarkt 3                                 | 51° 29' 47" NB, 3° 36' 41" OL | 29605  | Meer afbeeldingen |
| Huis met gepleisterde lijstgevel                                                                                               | Woonhuis                  |                                       |           | Varkensmarkt 4, Koestraat 4 en 8               | 51° 29' 47" NB, 3° 36' 40" OL | 29610  | Meer afbeeldingen |
| Huis met ingezwenkte lijstgevel                                                                                                | Werk-woonhuis             |                                       |           | Varkensmarkt 7                                 | 51° 29' 47" NB, 3° 36' 42" OL | 29606  | Meer afbeeldingen |
| Huis met trapgevel | Werk-woonhuis             |                                       |           | Varkensmarkt 11                                | 51° 29' 47" NB, 3° 36' 41" OL | 29607  | Meer afbeeldingen |
| Pand met gepleisterde lijstgevel, gecombineerd met het buurpand nr 15                                                          | Werk-woonhuis             |                                       |           | Varkensmarkt 13                                | 51° 29' 47" NB, 3° 36' 41" OL | 29608  | Meer afbeeldingen |
| Pand met gepleisterde lijstgevel, gecombineerd met het buurpand nr 13                                                          | Werk-woonhuis             |                                       |           | Varkensmarkt 15                                | 51° 29' 47" NB, 3° 36' 41" OL | 29609  | Meer afbeeldingen |
| Middeleeuwse vestinggrachtrestant van de middeleeuwse gracht                                                                   | Gracht                    |                                       |           | Vesting Middelburg                             | 51° 29' 46" NB, 3° 36' 32" OL | 482122 | Upload foto |
| Middeleeuwse vestinggrachtrestant van de middeleeuwse gracht                                                                   | Gracht                    |                                       |           | Vesting Middelburg                             | 51° 29' 46" NB, 3° 36' 32" OL | 482123 | Upload foto |
| Bakstenen woonhuis onder zadeldak vormende de enige bebouwing achter de tuinmuur aan de noordzijde van de Vismarkt             | Woonhuis                  | 17e eeuw                              |           | Vismarkt 1                                     | 51° 29' 50" NB, 3° 36' 52" OL | 29618  | Meer afbeeldingen |
| Voormalige Vismarkt | Handel en kantoor         | 1559 (aangelegd) 18e eeuw (vernieuwd) |           | Vismarkt 2                                     | 51° 29' 49" NB, 3° 36' 52" OL | 29621  | Meer afbeeldingen |
| Huis met gepleisterde puntgevel                                                                                                | Woonhuis                  |                                       |           | Vismarkt 3                                     | 51° 29' 50" NB, 3° 36' 53" OL | 29619  | Huis met gepleisterde puntgevel                                                                                       |
| Huis met geverfde rechte gevel                                                                                                 | Woonhuis                  |                                       |           | Vismarkt 6                                     | 51° 29' 49" NB, 3° 36' 53" OL | 29622  | Meer afbeeldingen |
| Pakhuis op de hoek van de kleine heerenstraat                                                                                  | Opslag                    |                                       |           | Vismarkt 7                                     | 51° 29' 50" NB, 3° 36' 53" OL | 29620  | Pakhuis op de hoek van de kleine heerenstraat                                                                         |
| Huis met rechte gevel | Woonhuis                  |                                       |           | Vismarkt 8                                     | 51° 29' 49" NB, 3° 36' 53" OL | 29623  | Meer afbeeldingen |
| Pomp | Straatmeubilair           |                                       |           | Vismarkt                                       | 51° 29' 49" NB, 3° 36' 52" OL | 29727  | Meer afbeeldingen |
| De Hoop | Industrie- en poldermolen | 1735/1755                             |           | Vlissings Bolwerk 2                            | 51° 29' 40" NB, 3° 36' 27" OL | 29653  | Meer afbeeldingen |
| Huis met gepleisterde lijstgevel                                                                                               | Woonhuis                  | 18e eeuw                              |           | Vlissingsestraat 2                             | 51° 29' 46" NB, 3° 36' 40" OL | 29667  | Meer afbeeldingen |
| Huis met gepleisterde lijstgevel                                                                                               | Woonhuis                  | 18e eeuw                              |           | Vlissingsestraat 3                             | 51° 29' 46" NB, 3° 36' 41" OL | 29655  | Meer afbeeldingen |
| Huis met rechte gevel | Woonhuis                  | 18e eeuw                              |           | Vlissingsestraat 4                             | 51° 29' 46" NB, 3° 36' 40" OL | 29668  | Meer afbeeldingen |
| Huis met gepleisterde lijstgevel                                                                                               | Woonhuis                  | 18e eeuw                              |           | Vlissingsestraat 5                             | 51° 29' 46" NB, 3° 36' 41" OL | 29656  | Meer afbeeldingen |
| Huis met geverfde trapgevel | Woonhuis                  | 17e eeuw                              |           | Vlissingsestraat 6                             | 51° 29' 46" NB, 3° 36' 40" OL | 29669  | Meer afbeeldingen |
| De Dry Clavers | Woonhuis                  | 18e eeuw                              |           | Vlissingsestraat 7                             | 51° 29' 46" NB, 3° 36' 41" OL | 29657  | Meer afbeeldingen |
| Huis met gepleisterde lijstgevel                                                                                               | Woonhuis                  | 18e-19e eeuw                          |           | Vlissingsestraat 9                             | 51° 29' 45" NB, 3° 36' 41" OL | 29658  | Meer afbeeldingen |
| Huis met rechte gevel | Woonhuis                  | 18e eeuw                              |           | Vlissingsestraat 10                            | 51° 29' 46" NB, 3° 36' 40" OL | 29670  | Meer afbeeldingen |
| Huis met lijstgevel | Woonhuis                  | 18e eeuw                              |           | Vlissingsestraat 11                            | 51° 29' 45" NB, 3° 36' 41" OL | 29659  | Huis met lijstgevel                                                                                                   |
| Huis met rechte gevel | Woonhuis                  | 18e eeuw                              |           | Vlissingsestraat 13                            | 51° 29' 45" NB, 3° 36' 41" OL | 29660  | Meer afbeeldingen |
| Huis met gepleisterde lijstgevel                                                                                               | Woonhuis                  | 18e eeuw                              |           | Vlissingsestraat 17                            | 51° 29' 45" NB, 3° 36' 42" OL | 29661  | Meer afbeeldingen |
| Huis met gepleisterde lijstgevel                                                                                               | Woonhuis                  | 17e-18e eeuw                          |           | Vlissingsestraat 22                            | 51° 29' 45" NB, 3° 36' 41" OL | 29671  | Meer afbeeldingen |
| Huis met gepleisterde puntgevel                                                                                                | Woonhuis                  | 18e-19e eeuw                          |           | Vlissingsestraat 26                            | 51° 29' 45" NB, 3° 36' 41" OL | 29672  | Huis met gepleisterde puntgevel                                                                                       |
| Huis met gepleisterde rechte gevel                                                                                             | Woonhuis                  | 17e-18e eeuw                          |           | Vlissingsestraat 28                            | 51° 29' 45" NB, 3° 36' 41" OL | 29673  | Huis met gepleisterde rechte gevel                                                                                    |
| Huis met gecementeerde trapgevel                                                                                               | Woonhuis                  | 17e eeuw                              |           | Vlissingsestraat 30                            | 51° 29' 45" NB, 3° 36' 41" OL | 29674  | Meer afbeeldingen |
| Huis met geverfde lijstgevel                                                                                                   | Woonhuis                  | 18e eeuw                              |           | Vlissingsestraat 38                            | 51° 29' 44" NB, 3° 36' 41" OL | 29675  | Meer afbeeldingen |
| Huis met geverfde puntgevel | Woonhuis                  | 17e eeuw                              |           | Vlissingsestraat 42                            | 51° 29' 44" NB, 3° 36' 41" OL | 29676  | Meer afbeeldingen |
| Huis met gecementeerde lijstgevel                                                                                              | Woonhuis                  | 17e-18e eeuw                          |           | Vlissingsestraat 43                            | 51° 29' 44" NB, 3° 36' 43" OL | 29666  | Meer afbeeldingen |
| Huis met geverfde puntgevel | Woonhuis                  | 17e-18e eeuw                          |           | Vlissingsestraat 44                            | 51° 29' 44" NB, 3° 36' 41" OL | 29677  | Meer afbeeldingen |
| Huis met rechte gevel | Woonhuis                  | 18e eeuw                              |           | Vlissingsestraat 48                            | 51° 29' 44" NB, 3° 36' 42" OL | 29678  | Meer afbeeldingen |
| Huis met gepleisterde lijstgevel                                                                                               | Woonhuis                  | 18e-19e eeuw                          |           | Vlissingsestraat 50                            | 51° 29' 43" NB, 3° 36' 42" OL | 29679  | Meer afbeeldingen |
| Huis met afgeknotte met lijst afgesloten puntgevel                                                                             | Woonhuis                  | 17e-18e eeuw                          |           | Vlissingsestraat 52                            | 51° 29' 43" NB, 3° 36' 42" OL | 29680  | Meer afbeeldingen |
| Huis met klokgevel op oude winkelpui                                                                                           | Woonhuis                  | 17e-18e eeuw                          |           | Vlissingsestraat 54                            | 51° 29' 43" NB, 3° 36' 42" OL | 29681  | Meer afbeeldingen |
| Huis met gepleisterde afgeknotte klokgevel                                                                                     | Woonhuis                  | 18e eeuw                              |           | Vlissingsestraat 56                            | 51° 29' 43" NB, 3° 36' 43" OL | 29682  | Meer afbeeldingen |
| Huis met gepleisterde lijstgevel                                                                                               | Woonhuis                  | 18e-19e eeuw                          |           | Vlissingsestraat 58                            | 51° 29' 43" NB, 3° 36' 43" OL | 29683  | Meer afbeeldingen |